# I'm in the Band (TV-serie)
I'm in the Band är en amerikansk spelfilms-komedi som sändes på Disney XD från den 27 november 2009 till den 9 december 2011.

## Handling
15-årige Tripp Campbell (Logan Miller) som bor i Los Angeles med sin ensamstående mamma, vinner en dag en tävling om bli rockbandet Iron Weasels gitarrist. Men han visste inte hur roliga och galna Derek (Steve Valentine), Burger (Greg Baker) och Ash (Stephen Full) var. Tillsammans med killarna, så upplever han många äventyr som innehåller kärleksbekymmer, konserter och problem med mamma.

## Huvudroller
- Logan Miller - Tripp Campbell
- Stephen Full - Ash Rambos
- Greg Baker - Burger Pitt
- Steve Valentine - Derek Jupiter
- Caitlyn Taylor Love - Izzy Fuentes

### Återkommande roller
- Beth Littleford - Beth Campbell
- Reginald VelJohnson - Principal Strickland
- Aaron Albert - Jared
- Hollywood Yates - Ernesto the Besto
- Zayne Emory - Charles "Chucky" Albertson
- Alan Thicke - Simon Craig
- Mark Teich - Principal Maurice Jenkins
- Raini Rodriguez - Arlene Roca
- Carlos Alazraqui - Barry Roca
- Katelyn Pacitto - Lana
- Grayson Russell - Martin
- Camilla Banus - Bianca Ortega
- Spencer Boldman - Bryce Johnson
- James Patrick Stuart - Jack Campbell